# Лейвен, Арнольд
Арнольд Лейвен (англ. Arnold Laven; 3 февраля 1922 — 13 сентября 2009) — американский режиссёр и продюсер кино и телевидения середины XX века.
К числу наиболее заметных картин, поставленных Лейвеном, относятся «Без предупреждения!» (1952), «Полиция нравов» (1953), «На трёх тёмных улицах» (1954), «Дыба» (1956), «Монстр, который бросил вызов миру» (1957), «Убийство на Десятой авеню» (1957), «Анна Лукаста» (1958), «Джеронимо» (1962), «Трудная ночь в Иерихоне» (1967) и «Сэм Виски» (1969).
Лейвен был одним из основателей и руководителей продюсерской компании Levy-Gardner-Laven, а также выступал как продюсер и режиссёр телесериалов «Стрелок» (1958—1963), «Детективы» (1959—1962) и «Большая долина» (1965—1969). В 1950—1980-е годы Лейвен поставил десятки эпизодов других телесериалов, среди них «Мэнникс» (1972—1974), «Человек на шесть миллионов долларов» (1975—1978), «Восьми достаточно» (1978—1979), «Остров фантазий» (1978—1979), «Калифорнийский дорожный патруль» (1981), «Хилл-стрит блюз» (1981—1982) и «Команда А» (1983—1985).

## Ранние годы жизни и начало карьеры
Арнольд Лейвен родился 23 февраля 1922 года в Чикаго. В конце 1930-х годов вместе с семьёй он переехал в Лос-Анджелес, где начал свою голливудскую карьеру в качестве разносчика писем в отделе корреспонденции студии Warner Bros.
Во время Второй мировой войны Лейвен был направлен на службу в Первое кинематографические подразделение ВВС США, базировавшегося на студии Хэла Роуча в Калвер-Сити, где создавал учебные фильмы для военнослужащих наряду с такими звёздами кино, как Рональд Рейган, Кларк Гейбл и Уильям Холден.
Там в 1943 году он познакомился со своими будущими партнёрами по продюсерской фирме Жюлем В. Леви и Артуром Гарднером. После увольнения из ВВС в 1945 году Леви и Лейвен работали супервайзерами сценариев, а Гарднер был ассистентом режиссёра и менеджером по производству.

## Кинокарьера в 1950—1960-е годы
В 1951 году Леви, Гарднер и Лейвен основали независимую продюсерскую компанию Levy-Gardner-Laven, которая станет одним из самых длительных продюсерских партнёрств в Голливуде.
Первым проектом компании стал нуаровый триллер «Без предупреждения!» (1952), где Леви и Граднер выступили в качестве продюсеров, а режиссёром стал Лейвен. Снятый в строгом полудокументальном стиле с официальным закадровым повествованием и большим объёмом натурных съёмок, этот напряжённый малобюджетный фильм рассказывал об охоте полиции на серийного маньяка (Адам Уильямс), который ежемесячно убивает садовыми ножницами молодых замужних блондинок, с которыми знакомится в общественных местах. Современный историк кино Артур Лайонс отметил, что «это один из первых нуаров о серийных убийцах, на ту тему, которая стала более чем распространённой сегодня как на экране, так и в средствах массовой информации». Кинокритик Деннис Шварц обратил внимание, что в строгом соответствии с правилами полицейского процедурала в этой картине «офицеры полиции отрабатывают малейшие зацепки, грамотно используя результаты работы криминалистов, полицейского психиатра, женщин-полицейских под прикрытием и многочисленные обходы возможных свидетелей, чтобы выследить ускользающего убийцу». Положительно оценив картину, Шварц заключил, что благодаря умелой режиссёрской работе Лейвена фильм «движется в хорошем темпе, сделан напряжённо, при чёткой актёрской игре».
Второй работой продюсерской компании и второй режиссёрской работой Лейвена стал фильм нуар «Полиция нравов» (1953), который рассказывал об одном загруженном работой дне из жизни капитана полиции Лос-Анджелеса (Эдвард Г. Робинсон), который успевает раскрыть три серьёзных дела, одновременно решив множество мелких вопросов. Современный критик Гленн Эриксон сравнил картину с «современным телефильмом, в котором однако играют опытные актёры 1950-х годов», такие как Эдвард Г. Робинсон и Полетт Годдар. По словам Эриксона, у картины «достаточно увлекательная криминальная история», и «несмотря на скромные производственные ресурсы, она имеет интересный стиль и атмосферу». При этом хотя «экшн ограничен парой эпизодов, они безусловно хороши». По мнению другого современного критика Пола Мэвиса, это «увлекательный, временами даже блестящий маленький нуар категории В», которому «удаётся быть забавно циничным и одновременно поразительно напряжённым полицейским экшном».
Фильм нуар «На трёх тёмных улицах» (1954) рассказывает о трёх расследованиях, которые одновременно ведёт в Лос-Анджелесе агент ФБР Джон «Рип» Рипли (Бродерик Кроуфорд), в ходе которых ему удаётся ликвидировать сбежавшего уголовника и убийцу, помочь задержать банду автоворов, а также задержать жестокого шантажиста, который застрелил полицейского. Как пишет Берган, фильм «заканчивается погоней, спасением и захватом преступника под огромной вывеской „ГОЛЛИВУД“ на холме. Фильм также олицетворял лучшие из голливудских традиций сдержанного криминального триллера, главным образом благодаря хорошей режиссуре Лейвена, который поддерживал напряжение до самого конца». Современный историк кино Деннис Шварц назвал картину «рутинным, но грамотно сделанным криминальным фильмом категории В», который «снят в живом документальном стиле». По мнению историка кино Джона Миллера, несмотря на своё нуаровое название, «это далеко не мрачная мелодрама с морально неоднозначными главными героями, а незамысловатая полицейская драма в документальном стиле в духе популярного в то время телесериала Джека Уэбба „Облава“».
Как отмечает Эриксон, в середине 1950-х годов Лейвен работал на нескольких крупнобюджетных фильмах, среди которых следует отметить судебную драму «Дыба», ставшую его четвёртой режиссёрской работой. Сделанная на студии Metro-Goldwyn-Mayer, по мнению Бергана, эта картина «была, возможно, лучшим фильмом Лейвена как режиссёра». Фильм рассказывал историю капитана американской армии (Пол Ньюман в его втором фильме), который возвращается домой с Корейской войны, где в течение двух лет проходил через жестокую процедуру «промывания мозгов» в лагере для военнопленных. На родине его встречают как героя, однако вскоре он предстаёт перед трибуналом по обвинению в государственной измене. Кинокритик «Нью-Йорк таймс» Босли Краузер отметил, что практически весь фильм помещён «в узкие рамки, передавая главным образом поток мучений одного человека». Ньюман прекрасно передаёт чувства своего персонажа и те ужасы, через которые он прошел, «В этой роли он действительно раскрывает свой замечательный талант. В выражении лица, в жестах, в паузах, в голосе он раскрывает исключительную личную трагедию своего персонажа». По мнению критика, фильм основан на правильной и умной посылке, он важен в документальном плане, но «драматически слабоват».
Как отметил Эриксон, "если тема волновала Лейвена, он с готовностью брался за работу над фильмами второго эшелона, такими как фильм ужасов «Монстр, который бросил вызов миру» (1957), который спродюсировала компания Levy-Gardner-Laven. Как пишет Берган, в этой картине американским военным вместе с учёными пришлось бороться с угрозой со стороны гигантски моллюсков, начавших размножаться в солёных водах озера Солтон-Си в результате землетрясения и ядерных испытаний. Картина «достаточно пугала, чтобы порадовать любителей фантастики, в то время как её психологическая составляющая была интереснее, чем у большинства фильмов этого жанра». По мнению историка кино Пола Гэйты, фильм «выигрывает от умелой режиссуры Лейвена, который привносит в него весомость и логику, чего обычно не хватает большинству фильмов о монстрах категории В».
После этой картины компания Леви, Гарднера и Лейвена спродюсировала ещё три малобюджетных фильма ужасов, которые поставил режиссёр Пол Лэндрес. Фильм «Вампир» (1957) рассказывал о докторе в небольшом городке, который ошибочно делает себе инъекцию экспериментального лекарства, сделанного из крови летучих мышей, а в картине «Возвращение Дракулы» (1958) вампир убивает чешского художника, и, приняв его личность, приезжает в США. Третьим фильмом был «Огненный барьер» (1958) о группе исследователей, которые в поисках упавшего в джунглях спутника сталкиваются с необычайно сильной кислотой, убивающей людей и животных.
Фильм нуар «Убийство на Десятой улице» (1957) Лейвен поставил на студии Universal Pictures с сильным актёрским составом, включающим Ричарда Игана. Джен Стерлинг, Дэна Дьюриа, Уолтера Маттау и Чарльза Макгроу. Фильм рассказывает о расследовании молодым прокурором убийства сотрудника порта, который не хотел идти на сделку с мафиозным и коррумпированным профсоюзом докеров. Как отметил историк кино Крейг Батлер, несмотря на то, что эта картина и уступает сделанному на ту же тему классическому фильму «В порту» (1954), «тем не менее, сама по себе это хорошая, хотя и не выдающаяся картина в жанре криминального триллера… У фильма хороший сценарий, в котором всё, что нужно, стоит в нужных местах, при этом актёрский текст выше обычного, а иногда даже довольно мощный. Режиссура Арнольда Лейвена гладкая и эффективная, а Ричард Иган в главной роли делает всё, что от него требуется».
В основу драмы «Анна Лукаста» (1959) была положена первая бродвейская пьеса с полностью чёрным составом актёров, которую Лейвен превратил в «полностью чёрный фильм с Эртой Китт в заглавной роли. Она выдаёт нервически энергичную игру в роли проститутки в порту Сан-Диего, попытки которой начать новую жизнь разрушаются, когда её тёмное прошлое нагоняет её». По мнению Бергана, хотя «довольно театральная режиссура Лейвена не смогла должным образом донести некоторые из наиболее мелодраматических моментов фильма, тем не менее он стал шагом вперёд в представлении афроамериканцев на экране».
В 1960-е годы Лейвен поставил четыре вестерна, которые стали его последними режиссёрскими работами в кино. Как пишет Берген, после «Анны Лукасты» «либерально мыслящий Лейвен в качестве продюсера-режиссёра-сценариста продемонстрировал больше симпатии к краснокожим, чем к бледнолицым в вестерне „Джеронимо“ (1962), в котором заглавную роль знаменитого вождя апачей сыграл крепкий и суровый, голубоглазый Чак Коннорс». Затем вышли фильмы «Славные парни» (1965), «Трудная ночь в Иерихоне» (1967) с Дином Мартином и Джин Симмонс и комедийный вестерн «Сэм Виски» (1969) с Бертом Рейнольдсом и Энджи Дикинсон. Кроме того, Леви, Гарднер и Лейвен спродюсировали комедийный вестерн Сидни Поллака «Охотники за скальпами» (1968), в котором наряду с Бертом Ланкастером главную роль исполнил чернокожий актёр Осси Дэвис.
Лейвен также был в числе продюсеров музыкального фильма «Пикник у моря» (1967) с участием Элвиса Пресли, вестерна «Охота» (1971) с Оливером Ридом и Кэндис Берген, комедийного вестерна «Хонкеры» (1972) с Джеймсом Коберном, двух криминальных боевиков с Бертом Рейнольдсом — «Белая молния» (1973) и «Гатор» (1976) и криминальной комедии «Брэниган» (1975) с Джоном Уэйном

## Карьера на телевидении в 1950—1960-е годы
В 1958 году Лейвен со своими партнёрами взялся за продюсирование одного из эпизодов вестерн-сериала «Театр Зейна Грея» с Диком Пауэллом в главной роли. Там он познакомился с со сценаристом Сэмом Пакинпа, которого привлёк для работы над разрабатываемым им вестерн-сериалом «Стрелок» (1958—1963) о владельце ранчо в Нью-Мексико, особенно искусном в обращении со своим «винчестером». Лейвен понимал, что в сериале должно быть что-то особенное, чтобы он выделялся среди множества аналогичных программ того времени, и, вспомнив об отношениях с собственным сыном Ларри, поручил Пакинпа развить в сериале тему отношений отца и сына, которых сыграли Чак Коннорс и Джонни Кроуфорд. Как в 1992 году Лейвен сказал в интервью журналу People, «отношения Чака с Джонни были именно такими, как мы хотели, жёсткими и прямыми, с любовью, но также с чувством того, что парня надо готовить к тому, что он будет взрослым». Кроме того, по словам Бергана, сериал продвигал такие принципы, как справедливость и честность в отношениях со своими оппонентами, равноправие и необходимость ограничения насилия. Главный герой, в частности, говорит своему сыну: «Человек не бежит от сражения, но это не означает, что его нужно ходить и искать, а затем бежать к нему». В итоге получился один из самых успешных сериалов 1960-х годов, в общей сложности за пять лет на канале ABC вышло 158 эпизодов сериала, 22 из которых поставил Лейвен. В 1959 году он был номинирован на «Эмми» в категории «лучший вестерн-сериал».
С 1959 года Лейвен с партнёрами совместно с продюсерской компанией Four Star Productions занимался производством детективного телесериале «Детективы» (1959—1962, 97 эпизодов, пять из которых он поставил как режиссёр) с Робертом Тейлором в роли капитана отела специальных расследований в крупном американском городе. Фильм сочетал черты полицейского процедурала с тонкой психологической проработкой образов главных действующих лиц. В 1959—1960 годах Лейвен также продюсировал вестерн-сериал «Закон жителя равнин» (30 эпизодов) об индейце апачи, который заканчивает Гарвардский университет, а затем возвращается в Нью-Мексико, чтобы стать там заместителем маршала.
По словам Бергана, «ещё одним выдающимся телесериалом продюсерской компании Лейвена стала „Большая долина“ (1965—1969, 112 эпизодов), сильными сторонами которого были многочисленные натурные цветные съёмки, значительная и грозная Барбара Стэнвик в роли владелицы ранчо Виктории Баркли, а также множество хорошо известных актёров в гостевых ролях». Шесть эпизодов сериала Лейвен поставил как режиссёр.
В качестве режиссёра Лейвен поставил в общей сложности 159 эпизодов 61 телесериала, в том числе "Театр звёзд «Щлитц» (1952—1954, 5 эпизодов), «Телевизионный театр „Форда“» (1954—1955, 7 эпизодов), «Альфред Хичкок представляет» (1956, 1 эпизод), «Караван повозок» (1958, 1 эпизод), «Стрелок» (1958—1963, 22 эпизода), «Детективы» (1959—1960, 5 эпизодов), «Большая долина» (1965—1968, 5 эпизодов), «Доктор Маркус Уэлби» (197—1972, 2 эпизода), «Дымок из ствола» (1973, 1 эпизод), «ФБР» (1972—1973, 2 эпизода), «Мэнникс» (1972—1974, 10 эпизодов), «Планета обезьян» (1974, 3 эпизода), «Женщина-полицейский» (1974—1977, 2 эпизода), «Секреты Исиды» (1975, 6 эпизодов), «Человек на шесть миллионов долларов» (1975—1978, 3 эпизода), «Досье детектива Рокфорда» (1978, 1 эпизод), «Остров фантазий» (1978—1979, 2 эпизода), «Восьми достаточно» (1978—1979, 5 эпизодов), «Калифорнийский дорожный патруль» (1981, 2 эпизода), «Блюз Хилл-стрит» (1981—1982, 3 эпизода), «Величайший американский герой» (1981—1983, 7 эптзодов), «Хардкасл и Маккормик» (1983—1984, 2 эпизода), «Команда «А»» (1983—1985, 6 эпизодов) и «Детектив Майк Хаммер» (1984, 1 эпизод).

## Оценка творчества
Как отмечено в журнале «Голливуд репортер», Арнольд Лейвен был режиссёром и продюсером фильмов и телевизионных шоу, который представлял третью часть плодотворной продюсерской команды Levy-Gardner-Laven. На протяжении трёх десятилетий Levy-Gardner-Laven произвела четыре телесериала и более 20 художественных фильмов. Кроме того, в период с 1952 по 1969 год Лейвен был режиссёром 11 художественных для различных кинокомпаний.
Как написал Роналд Берган, «хотя возможно, имя продюсера и режиссёра кино и телевидения Арнольда Лейвена и не зафиксировалось у зрителей в памяти, не будет преувеличением заявить, что миллионы людей по всему миру, видели это имя на экране». Среди них все те многочисленные зрители телесериалов «Стрелок» (1958—1963) и «Большая долина» (1965—1969), которая продюсировала компания Levy-Gardner-Laven Productions, а многие эпизоды поставил он сам.
Как вспоминал партнёр и друг Лейвена, продюсер Артур Гарднер, «благодаря тому, что он был моим партнёром, я мог всё время идти вперёд. Помимо того, что он был очень талантливым, он был тёплым, дружелюбным и добрым парнем, который дружил со всеми».

## Личная жизнь
С 1951 года и вплоть до своей смерти в 2009 году Лейвен был женат на Уоллес Эрл Лейвен (англ. Wallace Earl Laven). У пары было двое детей — сын Ларри и дочь Барбара.

## Смерть
Арнольд Лейвен умер 13 сентября 2009 года от осложнений после пневмонии в Медицинском центре Тарзаны, Лос-Анджелес, в возрасте 87 лет.

## Фильмография

### Кинематограф
| Год/годы работы | Русское название                  | Оригинальное название                 | В каком качестве участвовал | Примечания         |
| --------------- | --------------------------------- | ------------------------------------- | --------------------------- | ------------------ |
| 1948            | Приключения галантной Бесс        | Adventures of Gallant Bess            | Супервайзер сценария        | В титрах не указан |
| 1948            | Он бродил по ночам                | He Walked by Night                    | Супервайзер сценария        | В титрах не указан |
| 1948            | В этом углу                       | In This Corner                        | Супервайзер сценария        | В титрах не указан |
| 1948            | Бессмысленный триумф              | The Hollow Triumph                    | Супервайзер сценария        | В титрах не указан |
| 1948            | Удивительный мистер Икс           | The Amazing Mr. X                     | Супервайзер сценария        | В титрах не указан |
| 1948            | Кэньон-Сити                       | Canon City                            | Супервайзер сценария        | В титрах не указан |
| 1948            | Микки                             | Mickey                                | Супервайзер сценария        | В титрах не указан |
| 1948            | Аризонский рейнджер               | The Arizona Ranger                    | Супервайзер сценария        | В титрах не указан |
| 1948            | Человек из Техаса                 | The Man from Texas                    | Супервайзер сценария        |                    |
| 1949            | Мёртв по прибытии                 | D.O.A.                                | Супервайзер сценария        | В титрах не указан |
| 1949            | Большое колесо                    | The Big Wheel                         | Супервайзер сценария        | В титрах не указан |
| 1949            | Господство террора                | Reign of Terror                       | Супервайзер сценария        | В титрах не указан |
| 1949            | Дерзкий кабальеро                 | The Daring Caballero                  | Супервайзер сценария        | В титрах не указан |
| 1949            | Талса                             | Tulsa                                 | Супервайзер сценария        | В титрах не указан |
| 1950            | Сокровища на границе              | Border Treasure                       | Супервайзер сценария        | В титрах не указан |
| 1951            | Тереза                            | Teresa                                | Супервайзер сценария        |                    |
| 1951            | Королева на день                  | Queen for a Day                       | Супервайзер сценария        |                    |
| 1952            | Мятеж                             | Mutiny                                | Член сценарной группы       |                    |
| 1952            | Без предупреждения!               | Without Warning!                      | Режиссёр                    |                    |
| 1953            | Жена твоего соседа                | Thy Neighbor’s Wife                   | Супервайзер сценария        |                    |
| 1953            | Полиция нравов                    | Vice Squad                            | Режиссёр                    |                    |
| 1954            | На трёх тёмных улицах             | Down Three Dark Streets               | Режиссёр                    |                    |
| 1956            | Дыба                              | The Rack                              | Режиссёр                    |                    |
| 1957            | Монстр, который бросил вызов миру | The Monster That Challenged the World | Режиссёр                    |                    |
| 1957            | Убийство на Десятой авеню         | Slaughter on 10th Avenue              | Режиссёр                    |                    |
| 1957            | Вампир                            | The Vampire                           | Продюсер                    |                    |
| 1958            | Анна Лукаста                      | Anna Lucasta                          | Режиссёр                    |                    |
| 1962            | Джеронимо                         | Geronimo                              | Режиссёр, продюсер          |                    |
| 1965            | Славные парни                     | The Glory Guys                        | Режиссёр, продюсер          |                    |
| 1967            | Трудная ночь в Иерихоне           | Rough Night in Jericho                | Режиссёр                    |                    |
| 1967            | Пикник у моря                     | Clambake                              | Продюсер                    |                    |
| 1968            | Охотники за скальпами             | The Scalphunters                      | Продюсер                    |                    |
| 1969            | Сэм Виски                         | Sam Whiskey                           | Режиссёр, продюсер          |                    |
| 1970            | Подполье                          | Underground                           | Продюсер                    |                    |
| 1971            | Охота                             | The Hunting Party                     | Продюсер                    | В титрах не указан |
| 1972            | Хонкеры                           | The Honkers                           | Продюсер                    | В титрах не указан |
| 1973            | Белая молния                      | White Lightning                       | Продюсер                    | В титрах не указан |
| 1976            | Гатор                             | Gator                                 | Продюсер                    | В титрах не указан |

### Телевидение
| Год/годы работы | Русское название                                  | Оригинальное название                               | В каком качестве участвовал       | Примечания                                           |
| --------------- | ------------------------------------------------- | --------------------------------------------------- | --------------------------------- | ---------------------------------------------------- |
| 1953            | Отряд                                             | Racket Squad                                        | Режиссёр                          | 1 эпизод                                             |
| 1952-1954       | Театр звёзд «Шлитц»                               | Schlitz Playhouse of Stars                          | Режиссёр                          | 5 эпизодов                                           |
| 1954-1955       | Телевизионный театр «Форда»                       | The Ford Television                                 | Режиссёр                          | 7 эпизодов                                           |
| 1955            | «Ридерс Дайджест» на ТВ                           | TV Reader’s Digest                                  | Режиссёр                          | 2 эпизода                                            |
| 1955            | Сцена 7                                           | Stage 7                                             | Режиссёр                          | 3 эпизода                                            |
| 1955-1956       | Театр звёзд                                       | Celebrity Playhouse                                 | Режиссёр                          | 2 эпизода                                            |
| 1956            | Альфред Хичкок представляет                       | Alfred Hitchcock Presents                           | Режиссёр                          | 1 эпизод                                             |
| 1956            | Зал звёзд «Шеврон»                                | Chevron Hall of Stars                               | Режиссёр                          | 1 эпизод                                             |
| 1956            | Театр Этель Бэрримор                              | Ethel Barrymore Theater                             | Режиссёр                          | 1 эпизод                                             |
| 1956            | Телефонное время                                  | Telephone Time                                      | Режиссёр                          | 1 эпизод                                             |
| 1958            | Караван повозок                                   | Wagon Train                                         | Режиссёр                          | 1 эпизод                                             |
| 1958            | Театр Зейна Грея                                  | Zane Grey Theater                                   | Режиссёр, Продюсер                | 1 эпизод                                             |
| 1958-1963       | Стрелок                                           | The Rifleman                                        | Режиссёр                          | 22 эпизода                                           |
| 1959-1963       | Стрелок                                           | The Rifleman                                        | Продюсер                          | 124 эпизода                                          |
| 1959-1960       | Закон жителя равнин                               | Law of the Plainsman                                | Исполнительный продюсер           | 26 эпизодов                                          |
| 1959-1960       | Детективы                                         | The Detectives                                      | Режиссёр                          | 6 эпизодов                                           |
| 1961-1962       | Детективы                                         | The Detectives                                      | Продюсер, исполнительный продюсер | 97 эпизодов                                          |
| 1962            | Шоу Дика Пауэлла                                  | The Dick Powell Show                                | Продюсер                          | 1 эпизод                                             |
| 1964            | Час Альфреда Хичкока                              | The Alfred Hitchcock Hour                           | Режиссёр                          | 1 эпизод                                             |
| 1964            | Точка разрыва                                     | Breaking Point                                      | Режиссёр                          | 1 эпизод                                             |
| 1965-1968       | Большая долина                                    | The Big Valley                                      | Режиссёр                          | 6 эпизодов                                           |
| 1965-1969       | Большая долина                                    | Big Alley                                           | Продюсер, исполнительный продюсер | 112 эпизодов                                         |
| 1970            | Молчаливая сила                                   | The Silent Force                                    | Режиссёр                          | 1 эпизод                                             |
| 1970            | Дэн Огаст                                         | Dan August                                          | Режиссёр                          | 1 эпизод                                             |
| 1970            | Оуэн Маршалл, адвокат                             | Owen Marshall, Counselor at Law                     | Режиссёр                          | 1 эпизод                                             |
| 1971-1972       | Смелые: Новые доктора                             | The Bold Ones: The New Doctors                      | Режиссёр                          | 2 эпизода                                            |
| 1971-1972       | Доктор Маркус Уэлби                               | Marcus Welby, M.D.                                  | Режиссёр                          | 2 эпизода                                            |
| 1972            | История привидений                                | Ghost Story                                         | Режиссёр                          | 1 эпизод                                             |
| 1972-1973       | ФБР                                               | The F.B.I.                                          | Режиссёр                          | 2 эпизода                                            |
| 1972-1974       | Айронсайд                                         | Ironside                                            | Режиссёр                          | 2 эпизода                                            |
| 1972-1974       | Мэнникс                                           | Mannix                                              | Режиссёр                          | 10 эпизодов                                          |
| 1973            | Дымок из ствола                                   | Gunsmoke                                            | Режиссёр                          | 1 эпизод                                             |
| 1973            | Дымок из ствола                                   | Gunsmoke                                            | Режиссёр                          | 1 эпизод                                             |
| 1973            | Грифф                                             | Griff                                               | Режиссёр                          | 1 эпизод                                             |
| 1974            | Истории о любви Рекса Харрисона                   | Rex Harrison Presents Stories of Love               | Режиссёр                          | Телефильм (сегмент «Поцелуй меня снова, незнакомец») |
| 1974            | Планета обезьян                                   | Planet of the Apes                                  | Режиссёр                          | 3 эпизода                                            |
| 1974            | Чародей                                           | The Magician                                        | Режиссёр                          | 1 эпизод                                             |
| 1974-1977       | Женщина-полицейский                               | Police Woman                                        | Режиссёр                          | 2 эпизода                                            |
| 1975            | Баретта                                           | Baretta                                             | Режиссёр, продюсер                | 1 эпизод                                             |
| 1975            | Секреты Исиды                                     | Isis                                                | Режиссёр                          | 6 эпизодов                                           |
| 1975            | Первый мобильный                                  | Mobile One                                          | Режиссёр                          | 1 эпизод                                             |
| 1975            | Шазам!                                            | Shazam!                                             | Режиссёр                          | 4 эпизода                                            |
| 1975            | Арчер                                             | Archer                                              | Режиссёр                          | 1 эпизод                                             |
| 1975-1978       | Человек на шесть миллионов долларов               | The Six Million Dollar Man                          | Режиссёр                          | 3 эпизода                                            |
| 1976=1977       | Дельвеккио                                        | Delvecchio                                          | Режиссёр                          | 3 эпизода                                            |
| 1977            | Рафферти                                          | Rafferty                                            | Режиссёр                          | 3 эпизода                                            |
| 1977            | Ключ                                              | Switch                                              | Режиссёр                          | 1 эпизод                                             |
| 1977            | Пёс и кот                                         | Dog and Cat                                         | Режиссёр                          |                                                      |
| 1978            | Досье детектива Рокфорда                          | The Rockford Files                                  | Режиссёр                          | 1 эпизод                                             |
| 1978            | Ричи Брокелман, частный сыщик                     | Richie Brockelman, Private Eye                      | Режиссёр                          | 2 эпизода                                            |
| 1978-1979       | Остров фантазий                                   | Fantasy Island                                      | Режиссёр                          | 2 эпизода                                            |
| 1978-1979       | Восьми достаточно                                 | Eight Is Enough                                     | Режиссёр                          | 5 эпизодов                                           |
| 1979            | Париж                                             | Paris                                               | Режиссёр                          | 1 эпизод                                             |
| 1979            | Джейсон Уинтерс                                   | Time Express                                        | Режиссёр                          | 1 эпизод                                             |
| 1979            | Друзья                                            | Friends                                             | Режиссёр                          | 1 эпизод                                             |
| 1979            | Поворот                                           | Turnabout                                           | Режиссёр                          | Мини-сериал, 1 эпизод                                |
| 1980            | Жизнь, свобода и преследования на Планете обезьян | Life, Liberty and Pursuit on the Planet of the Apes | Режиссёр                          | Телевизионный фильм                                  |
| 1980            | Возвращение на планету обезьян                    | Back to the Planet of the Apes                      | Режиссёр                          | Телевизионный фильм                                  |
| 1980            | Семья Игеров                                      | The Yeagers                                         | Режиссёр                          |                                                      |
| 1980            | Тенспид и Брауншу                                 | Tenspeed and Brown Shoe                             | Режиссёр                          | 2 эпизода                                            |
| 1981            | Калифорнийский дорожный патруль                   | CHiPs                                               | Режиссёр                          | 2 эпизода                                            |
| 1981            | Фриби и Бин                                       | Freebie and the Bean                                | Режиссёр                          | 1 эпизод                                             |
| 1981-1982       | Блюз Хилл-стрит                                   | Hill Street Blues                                   | Режиссёр                          | 2 эпизода                                            |
| 1981-1983       | Величайший американский герой                     | The Greatest American Hero                          | Режиссёр                          | 7 эпизодов                                           |
| 1982            | Кэсси и компания                                  | Cassie & Co.                                        | Режиссёр                          | 2 эпизода                                            |
| 1983-1984       | Хардкасл и Маккормик                              | Hardcastle and McCormick                            | Режиссёр                          | 2 эпизода                                            |
| 1983-1985       | Команда «А»                                       | The A-Team                                          | Режиссёр                          | 6 эпизодов                                           |
| 1984            | Охотник                                           | Hunter                                              | Режиссёр                          | 2 эпизода                                            |
| 1984            | Быстрое течение                                   | Riptide                                             | Режиссёр                          | 2 эпизода                                            |
| 1984            | Детектив Майк Хаммер                              | Mike Hammer                                         | Режиссёр                          | 1 эпизод                                             |
| 1985            | Леди в голубом                                    | Lady Blue                                           | Режиссёр                          | 1 эпизод                                             |